# Calomyscus mystax
Calomyscus mystax es una especie de roedor de la familia Calomyscidae.

## Distribución geográfica
Se encuentra sólo en el sudoeste de Turkmenistán.